# Valleyview (Alberta)
Valleyview è un comune (town) del Canada, situato nella regione centrale dell'Alberta.